# صادق بهرامی
صادق بهرامی (۱۲۸۸–۱۳۶۶) کارگردان و هنرپیشه تئاتر، تلویزیون و سینما بود.

## زندگی
صادق بهرامی در سال ۱۲۸۸ در تهران زاده شد. وی فارغ‌التحصیل هنرستان هنرپیشگی ایران بود. فعالیت را با بازی در تئاتر از سال ۱۳۰۱ با تشکیل کلوب تئاتر مدرسهٔ شرف مظفری و دارالفنون با همکاری حسین سلطانی (خیرخواه) آغاز کرد.
فعالیت در سینما را از سال ۱۳۳۰ با بازی در فیلم شکار خانگی  آغاز کرد. فعالیت در رادیو را از سال ۱۳۳۳ به عنوان هنرپیشه و کارگردان  نمایشهای رادیویی آغاز کرد و به مدت ده سال مداوم کارگردانی داستان‌های شب رادیو ایران را به عهده داشت. در نیمه دوم دی  ماه ۱۳۶۶ در تهران درگذشت.

## فیلم‌شناسی

### سینمایی
| سال  | نام فیلم          | مسوولیت                  |
| ---- | ----------------- | ------------------------ |
| ۱۳۵۴ | زنبورک            | بازیگر                   |
| ۱۳۵۳ | اسرار گنج دره جنی | بازیگر                   |
| ۱۳۵۲ | آقا مهدی کله‌پز    | بازیگر                   |
| ۱۳۵۱ | خواستگار          | بازیگر                   |
| ۱۳۵۱ | ستارخان           | بازیگر                   |
| ۱۳۵۱ | مرد اجاره‌ای       | بازیگر                   |
| ۱۳۵۱ | مرغ تخم طلا       | بازیگر                   |
| ۱۳۵۰ | بدنام             | بازیگر                   |
| ۱۳۵۰ | راز درخت سنجد     | بازیگر                   |
| ۱۳۴۹ | عمو سیبیلو        | بازیگر                   |
| ۱۳۴۸ | حسن کچل           | بازیگر                   |
| ۱۳۳۷ | همه گناهکاریم     | بازیگر / دستیار کارگردان |
| ۱۳۳۷ | شاباجی خانم       | کارگردان                 |
| ۱۳۳۶ | بهلول             | بازیگر / کارگردان        |
| ۱۳۳۵ | مستشار جزیره      | بازیگر / نویسنده         |
| ۱۳۳۴ | برای تو           | کارگردان                 |
| ۱۳۳۳ | آغا محمدخان قاجار | بازیگر                   |
| ۱۳۳۳ | همسر مزاحم        | بازیگر                   |
| ۱۳۳۱ | شب‌های تهران       | بازیگر                   |
| ۱۳۳۰ | شکار خانگی        | بازیگر                   |

### تلویزیونی
- ۱۳۴۹-۱۳۴۵ - اختاپوس
- ۱۳۵۰-۱۳۵۰ - آدم به آدم
- ۱۳۵۶-۱۳۵۵ - سلطان صاحبقران (مجموعه تلویزیونی)

### نمایشها
تعدادی از نمایش‌هایی که بازی کرد عبارتند از:
| - انقلاب مشروطیت - اوضاع اداری - بچه گدا - بدگمان - برای شرف - بهلول - بیگانه - پرنده آبی - پیر کفتار | - توپاز - حسن جنی - جزای روزگار - خزانه دار شاه صفی - خسیس - دختران واخورده - دکتر کارد و چنگال - زنم میشی - سه ملعون | - طبیب اجباری - عروسی اعیان - عشق و اتفاق - قسمت - محمد علی بیک - مرگ موش یا نوش جان آقا - مریض خیالی - مسافری از آن دنیا - میشل استروگوف |  |

### کارگردان
کارگردانهای نمایش‌هایی که وی در آن‌ها به بازیگری پرداخته عبارتند از :
| - سید علی نصر - افراسیاب آزاد - میر سیف الدین کرمانشاهی - ملک آرا - ظهیرالدین - قسطانیان - طریان | - هایک کاراکاش - رفیع حالتی - معزالدیوان فکری - فضل‌الله بایگان - صمد صباحی - عبدالحسین نوشین |  |